# Рисан
Рисан (на сръбски: Рисан; на латински: Risinium; на гръцки: Rhizon) е малко градче в най-северната точка на Которския залив. Населението му е 2034 жители (по данни от 2011 г.).

## История
Селището съществува от Античността. През Средновековието е изброен от Константин Порфирогенет като град в Травуня. Барският родослов го посочва като център на едноименна сръбска жупа – Рисан (жупа).